# Prakttimalior
Prakttimalior (Liocichla) är ett släkte med fåglar i familjen fnittertrastar inom ordningen tättingar. Släktet omfattar fem arter som förekommer i södra och östra Asien från Himalaya till södra Kina och Vietnam:
- Bugunprakttimalia (L. bugunorum)
- Emeiprakttimalia (L. omeiensis)
- Taiwanprakttimalia (L. steerii)
- Rostprakttimalia (L. phoenicea)
- Rödkindad prakttimalia (L. ripponi)